# Экипировка велосипедиста

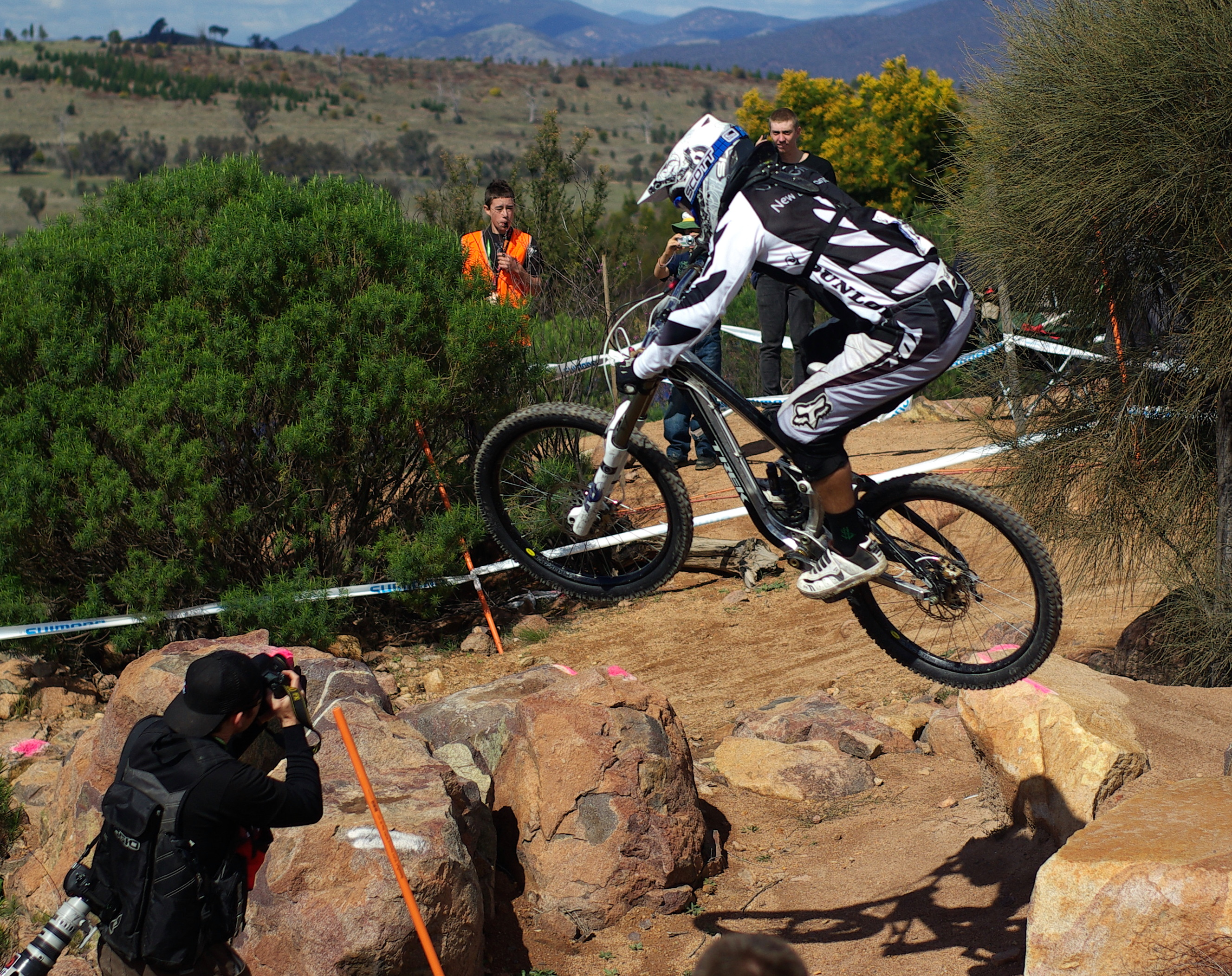
Велосипедист в защите

Экипировка велосипедиста — совокупность элементов, служащих для защиты велосипедиста, либо являющихся элементами одежды.
Защита является обязательной на соревнованиях, но может отличаться в зависимости от их вида.

## Одежда

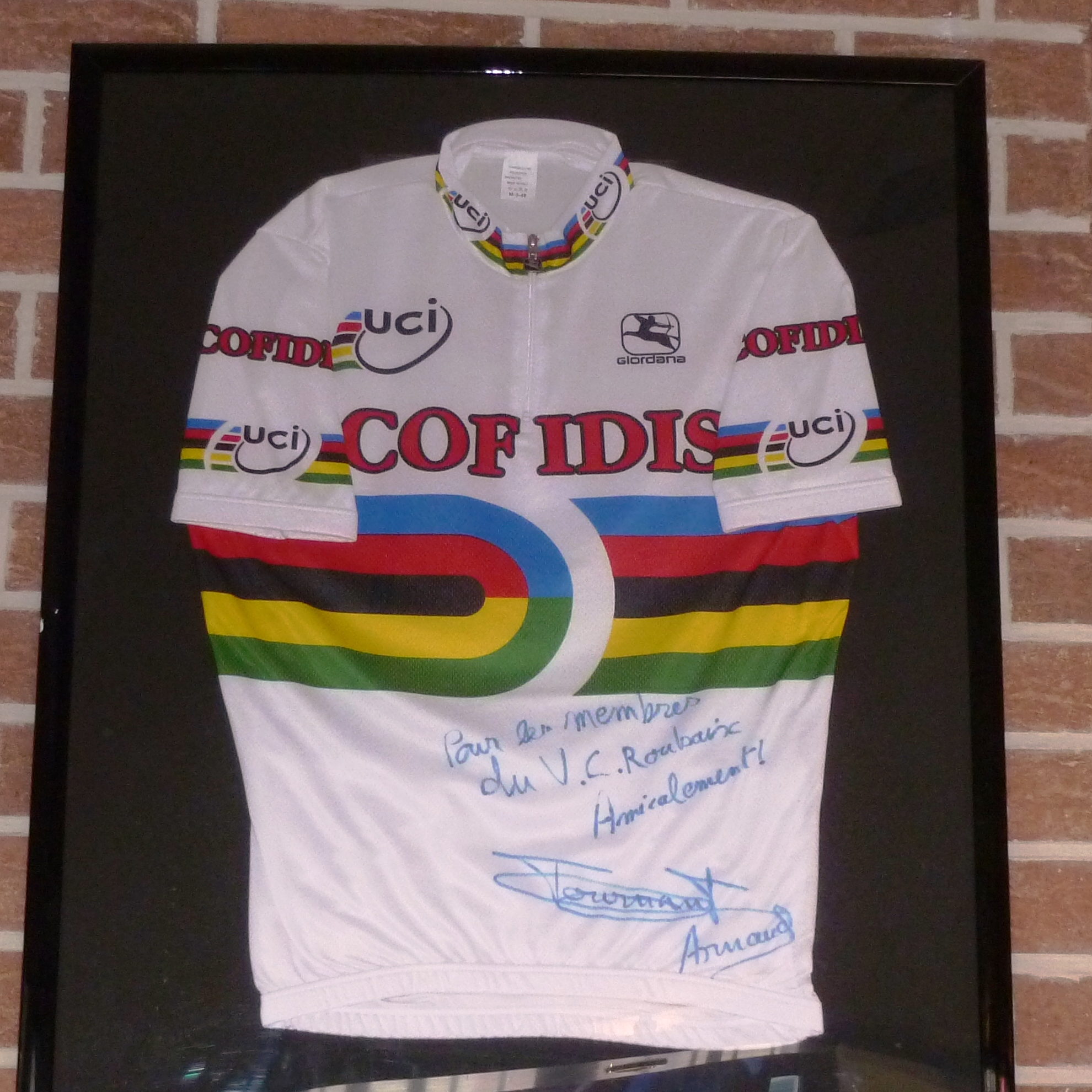
Радужная веломайка

### Маска, балаклава
Элемент одежды, служащий для защиты лица от пыли или морозов.

### Термобельё
Внутренний слой одежды для езды в холодное время года

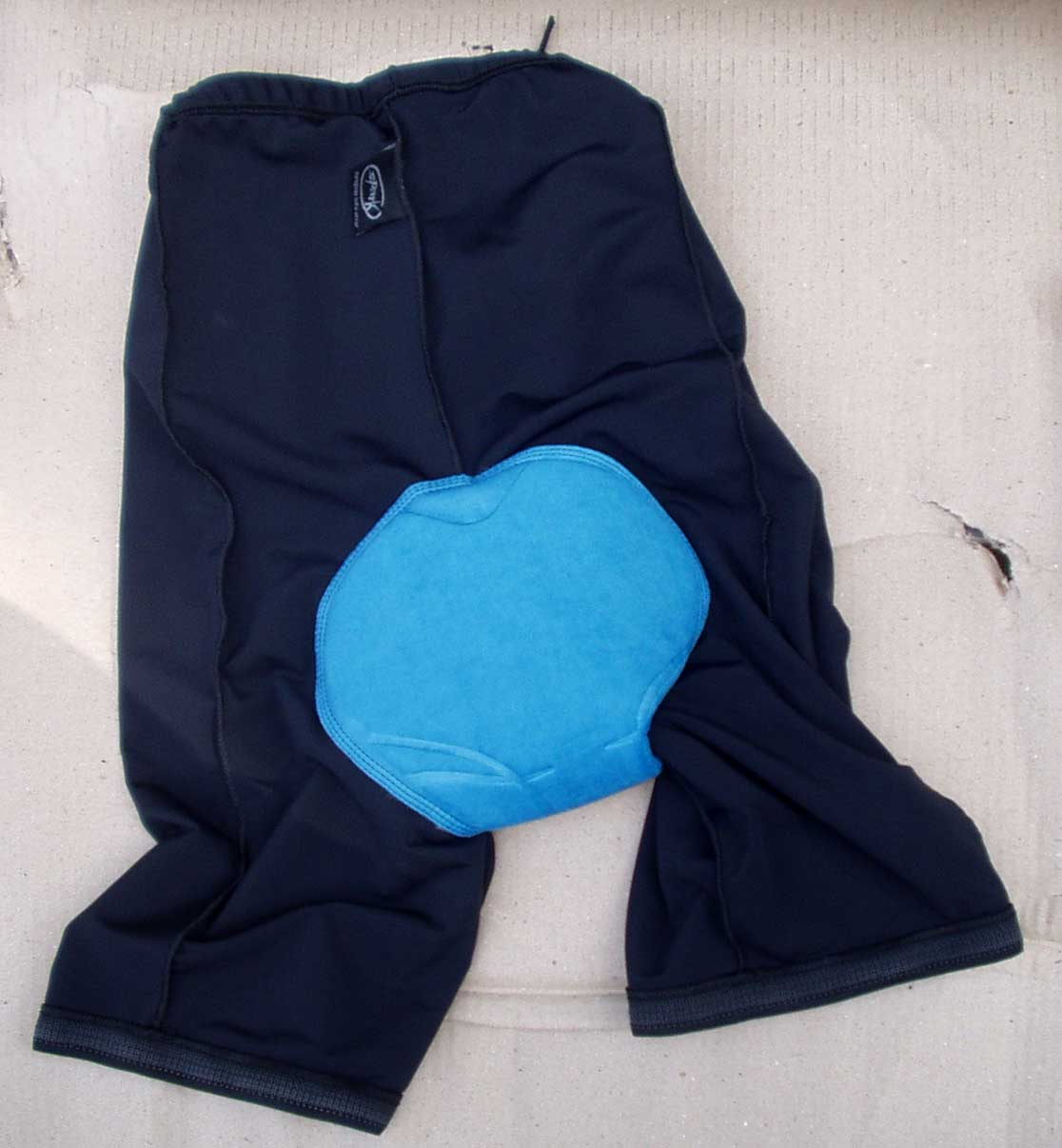
Велошорты с памперсом (вид с изнанки)

### Велошорты, велотрусы
Велошо́рты или велосипе́дки (англ. cycling shorts) — короткие, облегающие шорты до колена, разработанные, чтобы улучшить комфорт и эффективность при езде на велосипеде. Велошорты уменьшают сопротивление ветра при езде на велосипеде, защищают кожу от трения, отводят с кожи пот и влагу, предотвращают потертости кожи. Представляют собой велотрусы, объединенные с шортами. В отличие от велошорт, велотрусы надеваются отдельно, как нижнее белье, под штаны.
Как правило, современные велошорты сделаны из тканей, в которых сочетаются различные пропорции полиамида и лайкры. Мужские и женские модели велошорт используют разный крой, учитывающий особенности анатомии. 
В большинстве велошорт используются так называемые «памперсы» — специальная вставка в паховой области, которая отводит влагу, предотвращает натирание и служит дополнительным амортизатором, предохраняющим велосипедиста от толчков и ударов.

### Велообувь (контактная обувь)

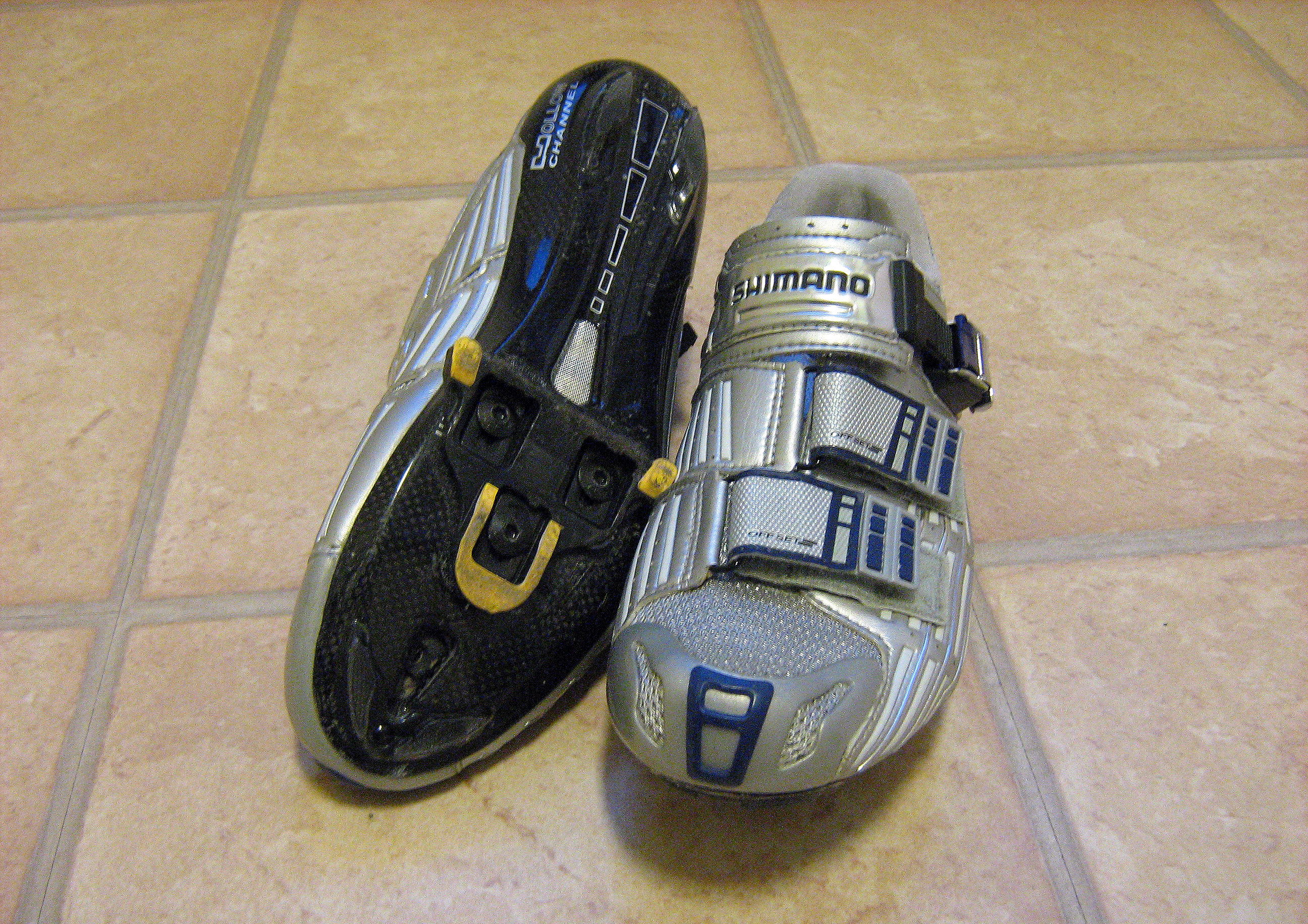
Велообувь

Специальная велообувь является элементом продвинутых и профессиональных велосипедистов. Она предназначена для надежного сцепления с педалями за счёт специальных шипов. Велообувь делится на шоссейную (с более жёсткой фиксацией) и горную (позволяющей ноге немного двигаться).

## Защита

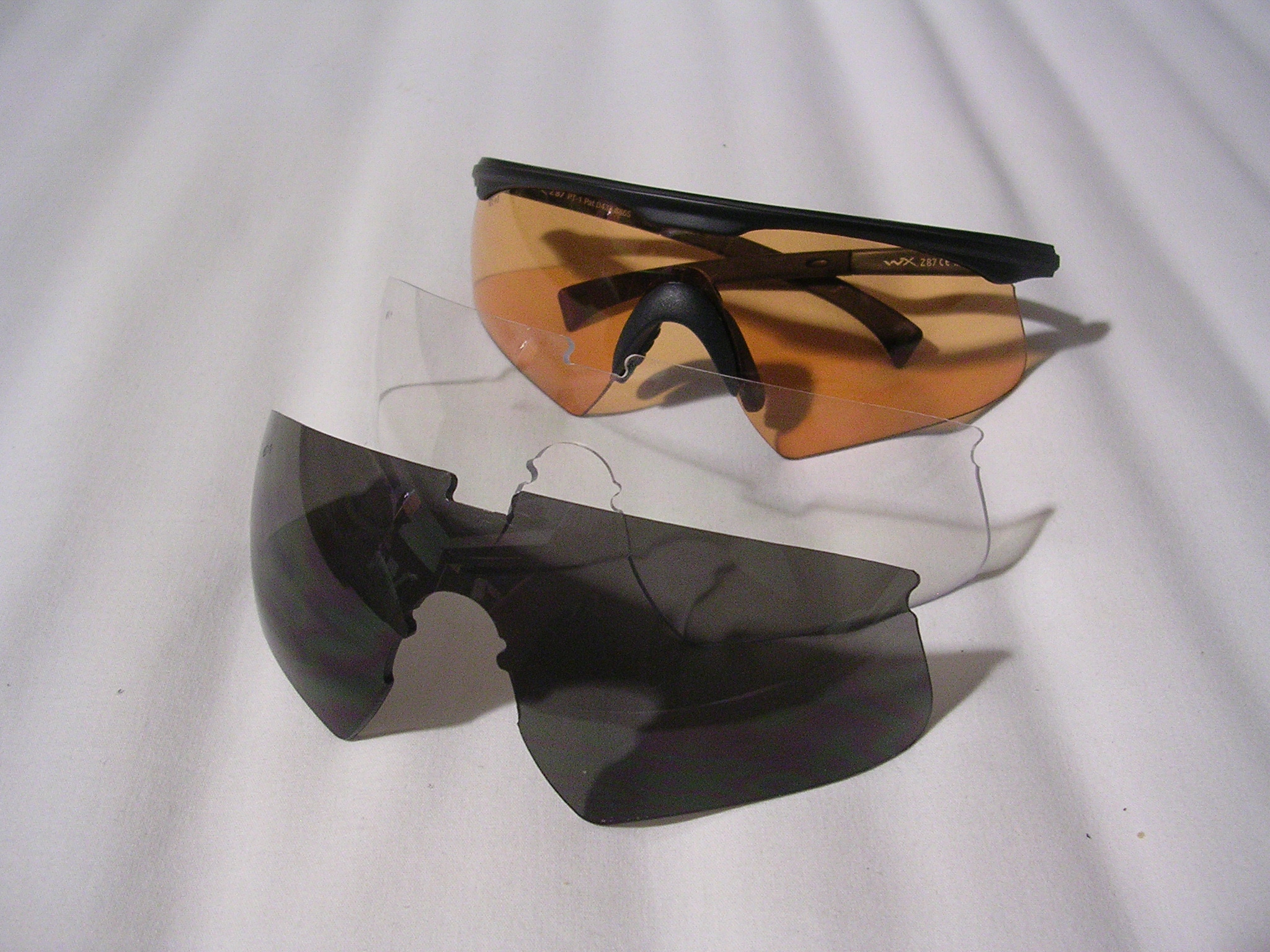
Велоочки со сменными линзами разных цветов

### Очки
Очки предназначены от попадания в глаз мелкой грязи и пыли, а также для защиты от УФ-лучей.
В целях снижения травмоопасности очки изготавливаются из пластика.

### Шлем

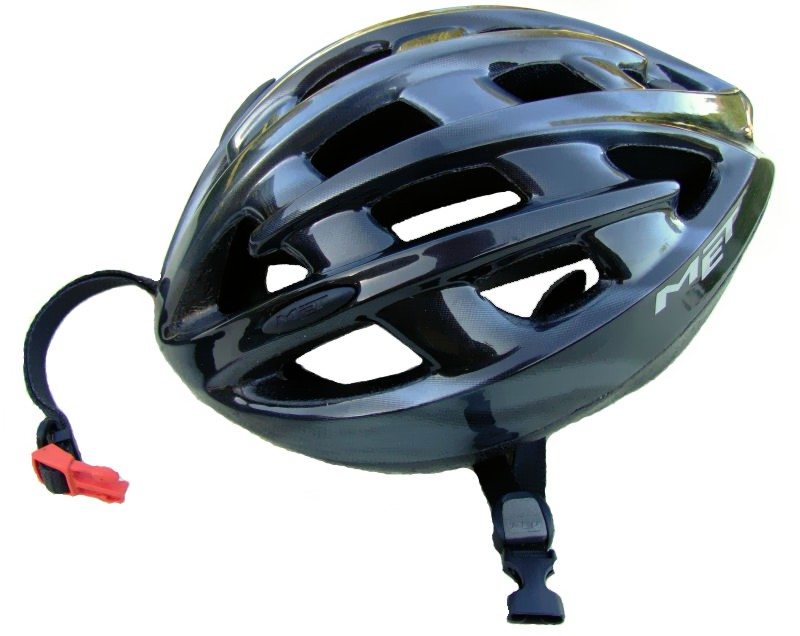
Шлем для кросс-кантри

Служит для защиты головы. Является обязательным элементом для всех спортивных дисциплин. Для обычных велосипедистов обязательность ношения регламентируется законами разных стран.
В зависимости от спортивной дисциплины шлемы бывают:
- шлем для гонок с раздельным стартом (Time trial)
- кросс-кантрийный шлем (XC)
- котелок
- фуллфейс

### Ошейник
Предназначен для защиты шеи, не позволяя ей резко выворачиваться от удара. При отсутствии ошейника любой удар головой в дерево может стать потенциальной причиной серьезных травм шеи, вплоть до смертельных. Применяется в экстремальных скоростных велодисциплинах, таких как даунхилл, фрирайд и т. д.
Он ограничивает подвижность велосипедиста, поэтому не применяется в дисциплинах, проходящих на малых скоростях и заточенных на трюки, таких как дёрт, BMX и т. д.
Ошейник пришел в велоспорт из мотокросса.

### Бодигард (боди)
Защищает тело от переломов ребер, позвоночника и т. д. Применяется в экстремальных скоростных велодисциплинах, таких как даунхилл, фрирайд и т. д.
Бодигард может быть выполнен как в виде «черепахи» (защитной пластины, одеваемой на одежду), так и в виде полного комплекта, защищающего так же плечи и руки.
Он ограничивает подвижность велосипедиста, поэтому не применяется в дисциплинах, проходящих на малых скоростях и заточенных на трюки, таких как дёрт, BMX и т. д.

### Перчатки

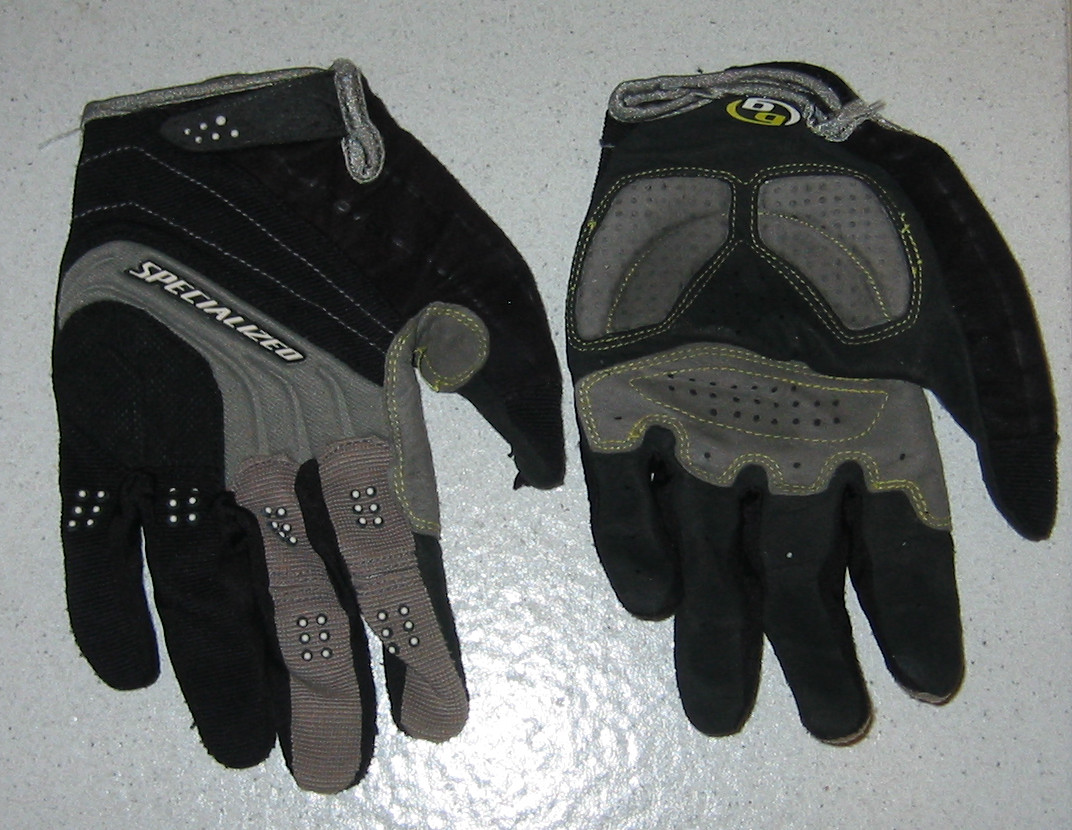
Велоперчатки

Защищают кисти рук от ударов и натирания об грипсы и оплётку руля.

### Наколенники

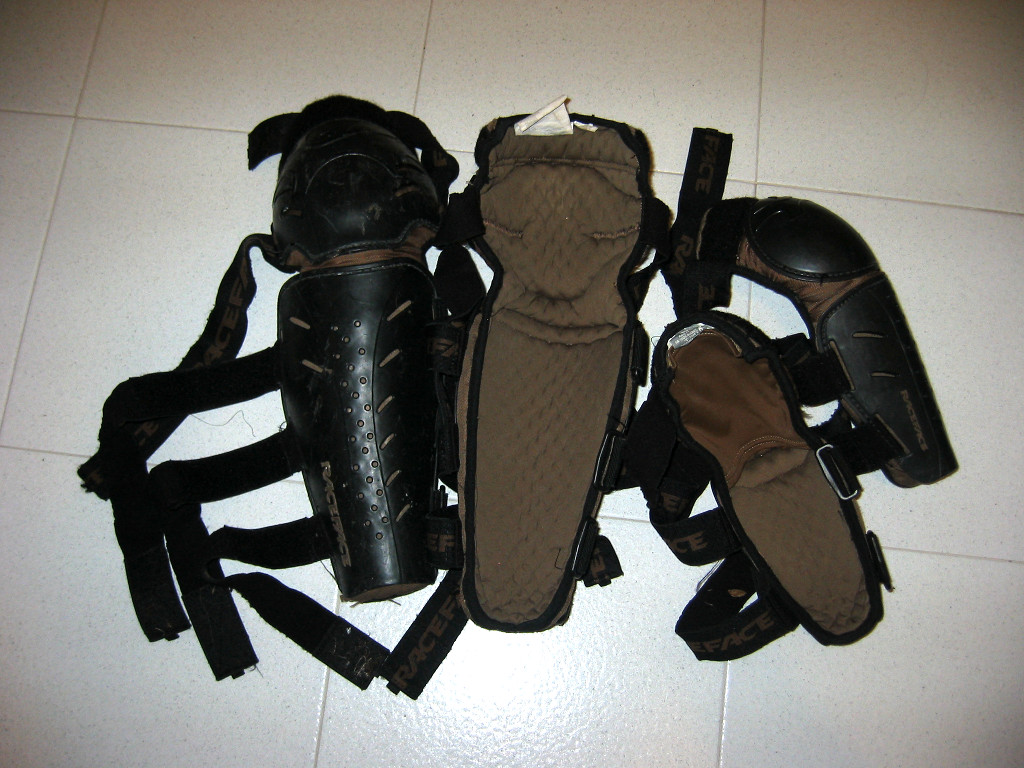
Наколенники с защитой голени

Защищают от ударов колени. Применяются в экстремальных велодисциплинах, таких как даунхилл, фрирайд и т. д. Иногда наколенники бывают вшиты в велоштаны. Могут защищать не только колени, но и голени.

### Налокотники
Защищают от ударов локти. Применяются в экстремальных велодисциплинах, таких как даунхилл, фрирайд и т. д. Налокотники бывают частью защиты бодигарда.

### Защита голеностопа
Защищает голеностоп от травм, которые могут произойти при контакте с препятствиями (деревья, стены и т. д.) и с землёй при резких поворотах.

## Галерея

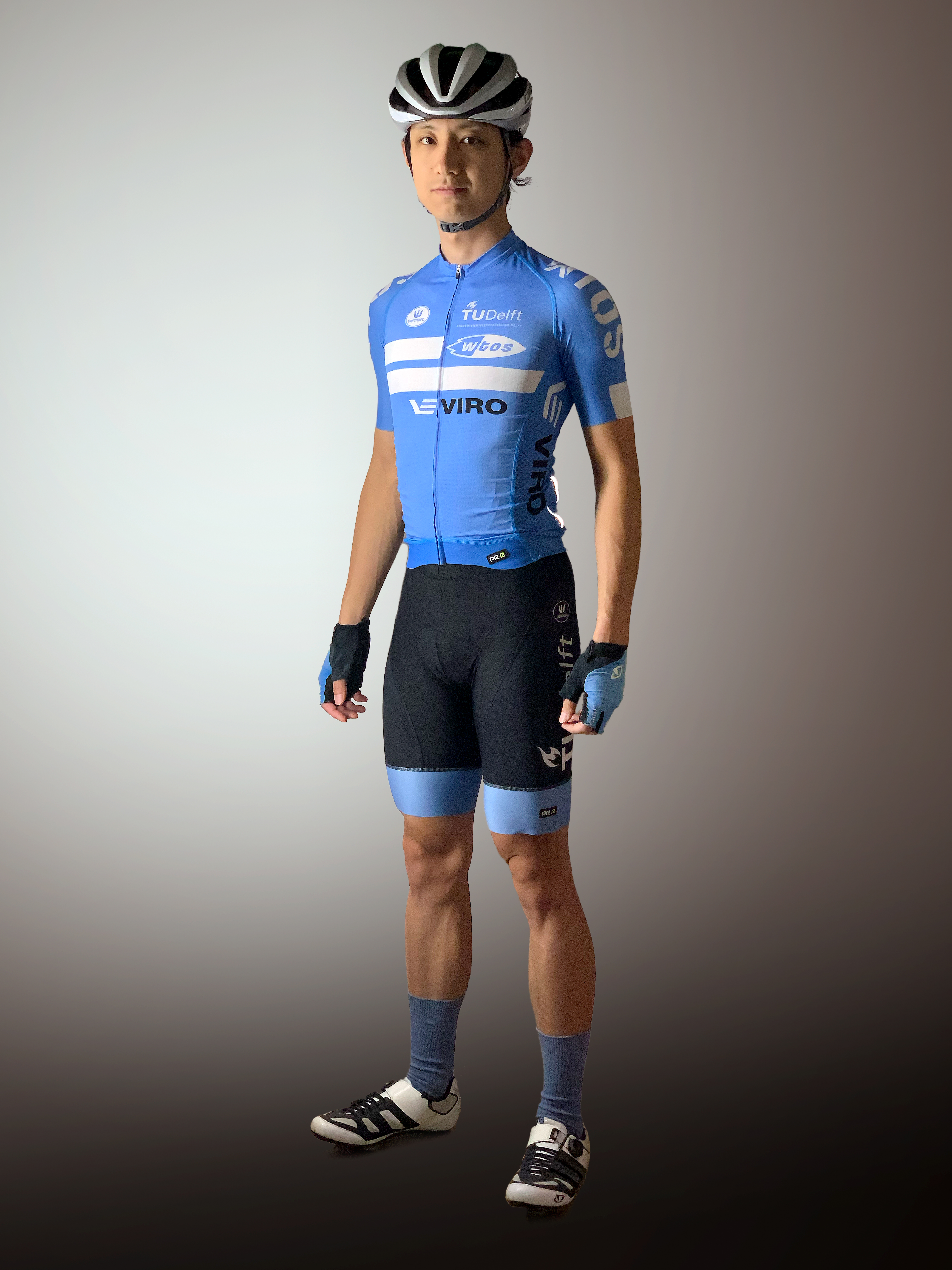
Пример летнего велосипедного комплекта, состоящего из шлема, джерси с короткими рукавами, перчаток, полукомбинезона, носков и обуви
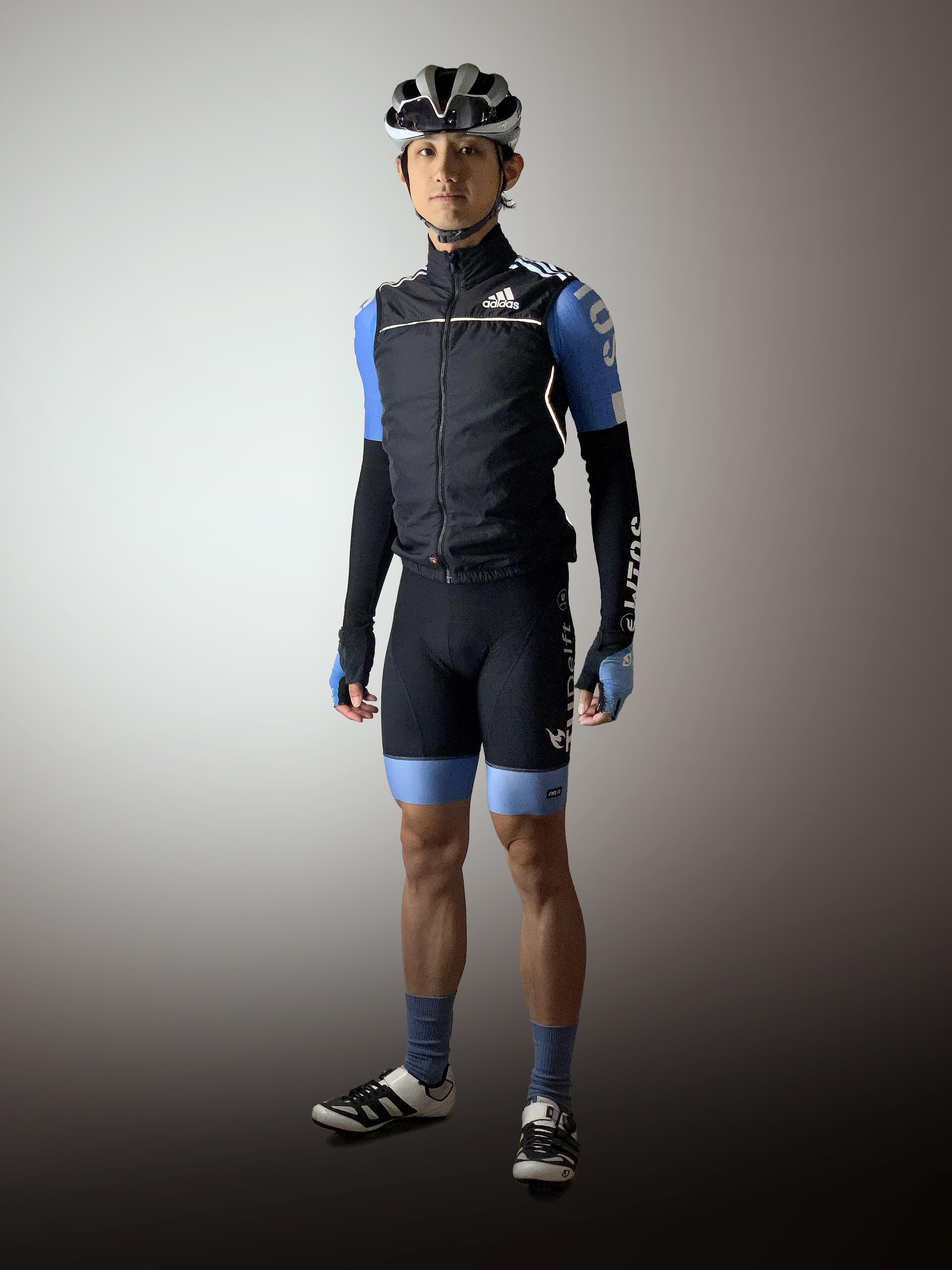
Типичная весенне-осенняя велоэкипировка состоит из летнего комплекта с дополнительным утепленным жилетом и нарукавниками. Также надеты солнцезащитные очки на вентиляционных отверстиях шлема
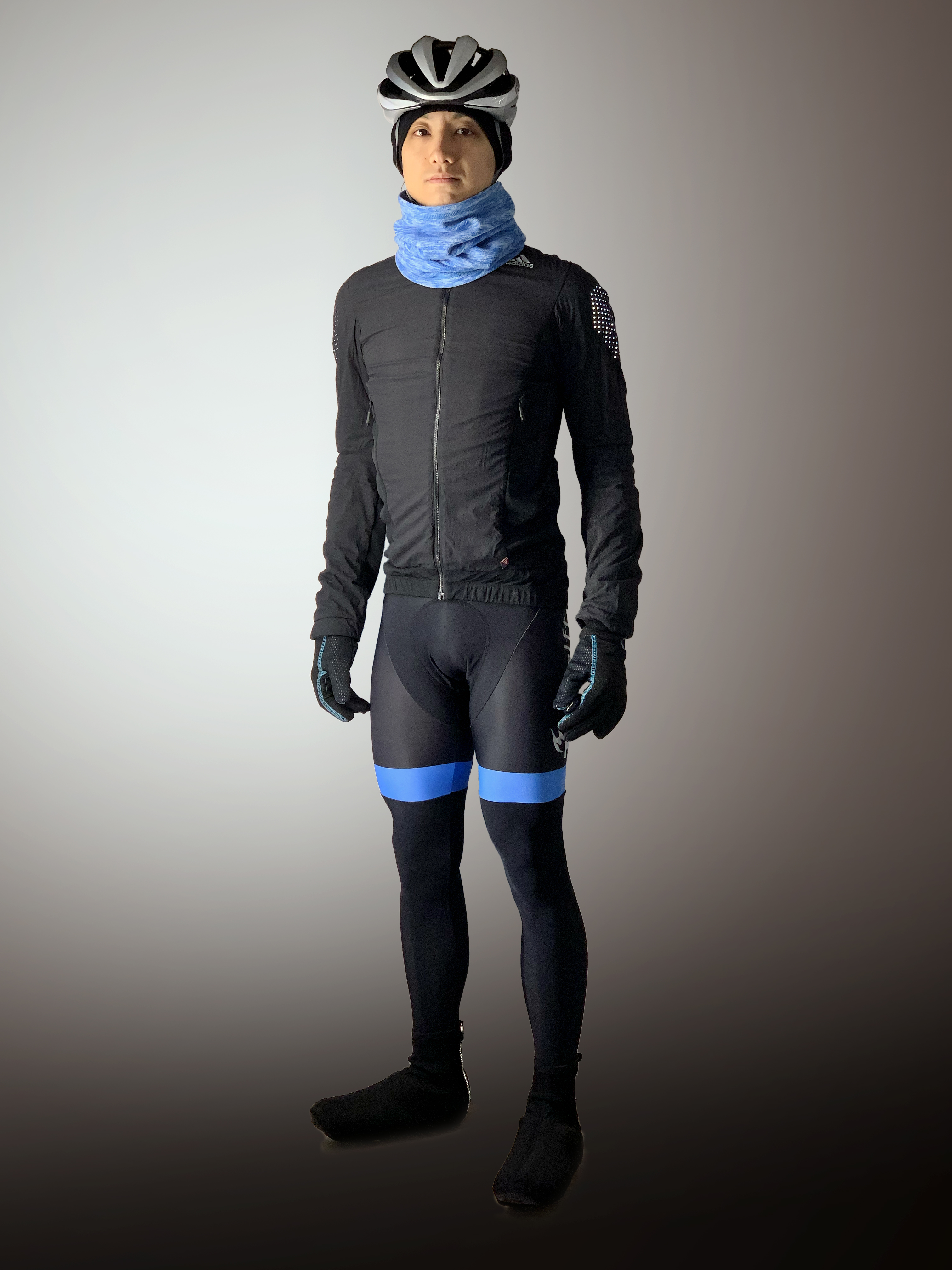
Типичная зимняя одежда для велоспорта включает в себя утеплители для головы и шеи, перчатки, куртку, полукомбинезоны и пинетки